# Solon Ildefonso da Silva

Dr. Solon Ildefonso da Silva, em 1947.

Solon Ildefonso da Silva (Piranga, 31 de outubro de 1895 - Piranga, 3 de abril de 1963), também conhecido como Dr. Solon, foi um médico e político brasileiro. Foi prefeito de Piranga em duas ocasiões.

## Biografia
Dr. Solon nasceu em 31 de outubro de 1895, sendo filho do Coronel José Ildefonso da Silva, e sua esposa D. Aurora Duarte da Silva. Seu pai era um dos principais políticos piranguenses da República Velha, tendo sido agente executivo do município. Frequentou o curso primário em Piranga.
Terminado os estudos iniciais em Piranga, foi para Mariana, estudando no Seminário Menor de Mariana. O curso preparatório foi realizado no Ginásio Mineiro de Ouro Preto, uma das principais instituições de sua época. Formou-se em 1917 pela Escola de Farmácia de Ouro Preto. Seguiu para o Rio de Janeiro, formando-se no curso de medicina em 1923.
Retornou para Piranga, clinicando na região. Em 1928 casou-se com D. Thais Moretzsohn Ildefonso da Silva, em Calambau, na época distrito de Piranga. Juntos tiveram dois filhos: Dr. Solon Ildefonso da Silva Júnior e Dr. Carlos Moretzsohn Ildefonso Silva. Depois de casado mudou-se para Conselheiro Lafaiete, onde clinicou até 1931.
Pela avançada idade de seu pai voltou para Piranga. Em Piranga trabalhou no Hospital São Vicente de Paula, reorganizando e assumindo posição de chefia na instituição. Também atuava nos distritos e municípios vizinhos, como Porto Seguro, Calambau, Senhora de Oliveira, Pinheiros Altos, Santo Antônio do Pirapetinga, Diogo de Vasconcelos, etc.

## Política
Ingressou para a política, filiando-se a União Democrática Nacional (UDN), se elegendo prefeito e vice-prefeito de Piranga em quatro ocasiões. Governou inicialmente de 1946 a 1951, no mandato seguinte, de 1952 a 1954 ocupou o cargo de vice-prefeito. Foi novamente eleito em 1955, ficando no cargo até julho daquele ano. Dr. Solon foi afastado porque tinha sido vice-prefeito no mandato anterior, o que era proibido. Assumiu no seu lugar, Frederico Gonçalves.
Sua gestão ficou marcada pelo investimento em infraestrutura básica. Construiu pontes para as zonas rurais e a estrada entre Piranga e Catas Altas. Também fundou o ginásio Leão XIII, instituição de ensino para a cidade. É conhecido popularmente pela sua caridade.

## Homenagens
A unidade básica de saúde de Piranga chama-se UBS Dr. Solon, em sua homenagem. Além disso, a rua em que nasceu e morreu, anteriormente chamada rua dos estudos, agora chama-se rua Dr. Solon. Em Porto Firme é patrono da Escola Estadual Solon Ildefonso, inaugurada em 1982.

## Referencias
1. 1 2 3 4 5 6 7  Nilo, Marco de (2006). Piranga: na guerra e na paz 3ª parte - Os comandantes (galeria dos dirigentes, presidentes de Câmara e prefeitos). Mariana: Dom Viçoso
2. ↑  «:::[ DocPro ]:::». memoria.bn.br. Consultado em 28 de agosto de 2023
3. ↑  «O FAROL DO FIM DO MUNDO 9». Recanto das Letras. Consultado em 27 de agosto de 2023
4. ↑  «Rua Doutor Solon, Piranga - MG». informacoesdobrasil.com.br. Consultado em 29 de agosto de 2023
5. ↑  «E.E. Solon Ildefonso». escolasolonildefonso.blogspot.com. Consultado em 29 de agosto de 2023
6. ↑  «A opção governamental em Minas Gerais por uma padronizaçãode edifícios escolares nos anos - PDF Download grátis». docplayer.com.br. Consultado em 29 de agosto de 2023